# 森杏奈
森 杏奈（もり あんな、1994年〈平成6年〉3月21日 - ）は、日本の元タレント。ガジェット通信ライター。千葉県出身。元フレオ所属。女性アイドルグループ・AKB48の元メンバー。愛称は「なんちゃん」。
現在YouTubeに自身のチャンネルを開設し、プロ野球スピリッツAなどのゲーム配信を中心に活動している。

## 略歴

### AKB48時代
2009年9月20日、『AKB48 第六回研究生オーディション』に合格し、同グループの第9期研究生となる。
2010年7月10日、タカラトミーのアーケードゲーム『プリティーリズム・ミニスカート』とのコラボレーションのため、森と竹内美宥・島田晴香により研究生ユニット「ミニスカート」が結成される。同月18日、ミニスカートとしてのデビュー曲「ミニスカートの妖精」を披露した。
同年12月8日、『AKB48劇場5周年特別記念公演』において、同期の大場美奈、島崎遥香、島田晴香、竹内美宥、永尾まりや、中村麻里子、山内鈴蘭とともに、正規メンバーへの昇格が発表された。ただし既存チームに空き枠がなかったため、その後は正規メンバー56人に含まれながら所属は一時的にチーム研究生のままであった。
2011年6月6日にTOKYO DOME CITY HALLで開催された『「見逃した君たちへ」〜AKB48グループ全公演〜』・ひまわり組 1st Stage「僕の太陽」公演において、チーム研究生に留め置かれていた他の正規メンバーとともにチーム4を結成することが発表されたが、同年9月2日、持病の腰椎椎間板症により劇場公演への出演が難しいことなどを理由に、AKB48としての活動を辞退することを発表。チーム4からは初の辞退者となった。

### ソロ活動
2013年5月1日、Shibuya O-EASTで開催された『Live iDolspot vol.1』において、元AKB48のメンバー3人（石黒貴己、植木あさ香、絹本桃子）と共に 「S♡A」として出演。同年8月16日、Ustreamの生放送で、芸能活動を再開することを発表した。
2014年3月19日、通っていた短期大学の保育科を卒業したことを公表。同月24日、『JPSガールズボイス ベルサス 2014春フェス』に出演し、5月公開の映画『スケバンロックンロールダイアリーズ』の主題歌「僕と君。」を披露した。同年4月28日よりローリーズファームのWebストアのモデルを務める。
2015年7月12日、ファースト写真集「ANNA」発売。2016年11月10日、自身がプロデュースするアイドルグループ『mi-na』をLINE LIVEによる生配信でお披露目する。
2017年2月1日より東京産業新聞社が運営するニュースサイト『ガジェット通信』の編集部員となる。ライターのほか、おもに動画担当としてレポートを担当する。
2017年8月6日にプロデュースするアイドルグループ『mi-na』が、メンバー全員が卒業したことにより活動を終了。そしてタレント活動に一旦見切りを付けるべく、2018年4月30日に市川市文化会館で『森杏奈〜7年越しの卒業公演〜』を開催。AKB時代から約9年にわたるアイドル人生を終了した。
2018年5月より知人が所有するパーソナルトレーニングジムにおいてアイドルの体型改善を手伝うプロジェクトを開始。2020年3月21日、自身が制作するアパレルブランド「a.m.」を開設。
2023年12月31日、3年前に結婚し妊娠中であることを公表。結婚の公表が遅くなった理由として「海外でのモデルの仕事の契約上公表ができなかったが、その契約が2023年12月31日に切れるため本日の公表になった」としている。
2024年2月14日、第1子出産を報告。

## 人物
- 特技でもあり趣味でもあるバスケットボールを8年間続けている[20]。
- その他の趣味は、お笑い鑑賞[20]、意味の分からない絵を自由に描くこと[20]。
- 特技は祖父などの携帯電話の設定を変えることと、何時間でも寝ていられること[20]。
- 長所は「時間がゆっくり流れる」、短所は「ネガティブ 周りを気にする…」とのこと[21]。
- 好きな食べ物は野菜、嫌いな食べ物は白米[21]。
- 好きな色は白とパステルカラー[Blog 7]
- 弟がいる[22]。
- アイドルグループをプロデュースする際に会社を立ち上げようとしたが起業は断念[Blog 8]。ガジェット通信から声をかけてもらった事をきっかけにライター業に転身、2017年1月31日付けのブログで初出勤を報告[Blog 9]。古巣グループの拠点である秋葉原も取材に出掛けている[注 2]が、気付かれて声をかけられることは少ない（秋葉原はビジネスでしか来ないから、と談）。
- AKBの先輩であった佐野友里子（8期生）[Blog 2]や後輩であった金澤有希（10期生）[Blog 10]と仲が良く、自身の7年越しの卒業公演でも共演した[14]。2人とも森より年上[注 3]であるため、金澤に対しては「（AKBを）辞めても敬語がとれなかった」と述べている[Blog 11]。
- 保育士資格を所持。

## AKB48在籍時の参加曲

### シングルCD選抜曲
- 「ポニーテールとシュシュ」に収録
  - 僕のYELL - 「シアターガールズ」名義
- 「チャンスの順番」に収録
  - フルーツ・スノウ - 「チーム研究生」名義
- 「桜の木になろう」に収録
  - 黄金センター - 「チーム研究生」名義
- 「Everyday、カチューシャ」に収録
  - 人の力 - 「アンダーガールズ」名義
  - アンチ - 「チーム研究生」名義

### アルバムCD選抜曲
- 『ここにいたこと』に収録
  - High school days - 「チーム研究生」名義
  - ここにいたこと - 「AKB48+SKE48+SDN48+NMB48」名義

### その他の参加曲
- ミニスカートの妖精
  - AKB48研究生ユニット「ミニスカート」が2010年7月に初披露したデビュー曲
  - 『AKB48 Team A 6th stage「目撃者」〜studio recordings コレクション〜』（再発版、2013年1月1日発売）に収録
- シングルCD「初恋は実らない」 （おじゃる丸シスターズ名義、2011年5月11日発売）に収録
  - 初恋は実らない （NHKアニメ『おじゃる丸』第14シリーズ（2011年）エンディング・テーマ）
  - かたつむり〜おじゃる丸シスターズ・バージョン〜（おぐまなみが歌った第13シリーズエンディング・テーマをカバーしたもの）

### 劇場公演ユニット曲
研究生「アイドルの夜明け」公演
- 片思いの対角線

 研究生「恋愛禁止条例」公演
- 真夏のクリスマスローズ

 研究生「シアターの女神」公演
- 嵐の夜には

 チームB 5th Stage「シアターの女神」公演
- ロマンスかくれんぼ（前座ガール）
- 嵐の夜には（小森美果のアンダー）

 チームK 6th Stage「RESET」
- 檸檬の年頃（前座ガールズ）

 チームA 6th Stage「目撃者」
- ミニスカートの妖精（前座ガールズ）

## 作品

### 楽曲
- 僕と君。 - 映画「スケバンロックンロールダイアリーズ」 主題歌（未音源化）[9]
- 流星ライフ（2015年11月1日、 iTunes Storeにて配信）[23]

参加楽曲
- サンフラワー (feat. 森あんな & 0TU1) - #vs_WORLD 「w/z. (Produced by Yuto.com)」（2015年8月12日）

### 映像作品
- 森杏奈のもりもりミッションください!! Vol.1（2014年2月23日） - EAN 4589921790017。
- 森杏奈のもりもりミッションください!! Vol.2（2014年5月10日） - EAN 4589921790024。
- 森杏奈のもりもりミッションください!! Vol.3（2014年8月30日）
- 森杏奈のもりもりミッションください!! vol.4
- 森杏奈のもりもりミッションください!! vol.5

### 写真集
- 森あんなファースト写真集「ANNA」（2015年7月12日） - ISBN 9784907301200。

## 出演

### テレビドラマ
- マジすか学園 最終話（2010年3月26日、テレビ東京） - 馬路須加女学園生徒 役
- マジすか学園2 最終話（2011年7月1日、テレビ東京） - あんな 役

### バラエティ番組
- 森杏奈のもりもりミッションください!（2013年10月 - 、アイドル専門チャンネルPigoo）
- 発掘!ミラクルフォト（2016年1月4日 - 2月、TOKYO MX）- MC

### ネット配信
- もりあんなんでもやったるで（2014年3月25日 - 、SHOWROOM）

### ゲーム
- プリティーリズム・ミニスカート（2010年10月 - 2011年12月） - 「ミニスカート」の一人としてCG化され、シーズン2からシーズン6まで[要出典]プレイヤーキャラクターとして選択可能であった[4][24][25][26]。

### イベント
- 3・2・1～そんなこんなで森杏奈20歳になっちゃいました～（2014年3月16日、パトゥール東京）[Blog 12]
- 強がりセンセーション 新メンバー公開オーディション[Blog 13]（2015年4月12日） - MC
- UNIDOL2015 Summer関東予選 （2015年6月15日 - 16日） - MC[27]
- 森あんな生誕祭2016（2016年3月27日、渋谷ACCESO）[Blog 1]
- 森あんな生誕祭2017（2017年3月25日、原宿ストロボカフェ）[Blog 7]
- 森杏奈 〜7年越しの卒業公演〜（2018年4月30日、市川市文化会館）[14]

### MV
- うりゃおい！JAPAN「Wander Wonder World」（2017年4月7日）[Blog 7]
- Northern19「BELIEVER」（2017年4月19日）

### キャンペーン
- 江崎グリコ みんなのポッキーフォト（2015年10月26日 - 11月6日） - ポッキーフォト部公式部員